# Golden Raspberry Awards 2020
De Golden Raspberry Awards 2020-uitreiking vond plaats op 24 april 2021, een dag voor de uitreiking van de Oscars, de nominaties werden bekendgemaakt op 12 maart. De prijzen werden toegekend aan de slechtste uitvoeringen betreffende film uit 2019. Het was de 41e editie van dit evenement.

## Genomineerden en winnaars
| "Winnaar"* |

| Categorie                                    | Nominaties                                                                                                 |
| -------------------------------------------- | --- |
| Slechtste film                               | Absolute Proof                                                                                             |
| Slechtste film                               | 365 Dni |
| Slechtste film                               | Dolittle                                                                                                   |
| Slechtste film                               | Fantasy Island                                                                                             |
| Slechtste film                               | Music |
| Slechtste regisseur                          | Sia voor Music                                                                                             |
| Slechtste regisseur                          | Barbara Bialowas en Thomas Mandes voor 365 Dni                                                             |
| Slechtste regisseur                          | Charles Band voor Corona Zombies, Barbie and Kendra Save the Tiger King en Barbie and Kendra Storm Area 51 |
| Slechtste regisseur                          | Ron Howard voor Hillbilly Elegy                                                                            |
| Slechtste regisseur                          | Stephen Gaghan voor Dolittle                                                                               |
| Slechtste acteur                             | Mike Lindell in Absolute Proof                                                                             |
| Slechtste acteur                             | Adam Sandler in Hubie Halloween                                                                            |
| Slechtste acteur                             | David Spade in The Wrong Missy                                                                             |
| Slechtste acteur                             | Michelle Morrone in 365 Dni                                                                                |
| Slechtste acteur                             | Robert Downey jr. in Dolittle                                                                              |
| Slechtste actrice                            | Kate Hudson in Music                                                                                       |
| Slechtste actrice                            | Anne Hathaway in The Last Thing He Wanted en The Witches                                                   |
| Slechtste actrice                            | Anna-Maria Sieklucka in 365 Dni                                                                            |
| Slechtste actrice                            | Katie Holmes in Brahms: The Boy II en The Secret: Dare to Dream                                            |
| Slechtste actrice                            | Lauren Lapkus in The Wrong Missy                                                                           |
| Slechtste mannelijke bijrol                  | Rudy Giuliani in Borat: Subsequent Moviefilm als zichzelf                                                  |
| Slechtste mannelijke bijrol                  | Arnold Schwarzenegger in Tayna pechati drakona                                                             |
| Slechtste mannelijke bijrol                  | Bruce Willis in Breach, Hard Kill and Survive the Night                                                    |
| Slechtste mannelijke bijrol                  | Chevy Chase in The Very Excellent Mr. Dundee                                                               |
| Slechtste mannelijke bijrol                  | Shia LeBeouf in The Tax Collector                                                                          |
| Slechtste vrouwelijke bijrol                 | Maddie Ziegler in Music                                                                                    |
| Slechtste vrouwelijke bijrol                 | Glenn Close in Hillbilly Elegy                                                                             |
| Slechtste vrouwelijke bijrol                 | Kristen Wiig in Wonder Woman 1984                                                                          |
| Slechtste vrouwelijke bijrol                 | Lucy Hale in Fantasy Island                                                                                |
| Slechtste vrouwelijke bijrol                 | Maggie Q in Fantasy Island                                                                                 |
| Slechtste duo                                | Rudy Giuliani en zijn gulp in Borat: Subsequent Moviefilm                                                  |
| Slechtste duo                                | Adam Sandler en zijn irritante stemmetje in Hubie Halloween                                                |
| Slechtste duo                                | David Spade en Lauren Lapkus in The Wrong Missy                                                            |
| Slechtste duo                                | Harrison Ford en die compleet onrealistische "hond" in The Call of the Wild                                |
| Slechtste duo                                | Robert Downey jr. en zijn erg ongeloofwaardige "Welsh" accent in Dolittle                                  |
| Slechtste Prequel, Remake, Rip-off of Sequel | Dolittle                                                                                                   |
| Slechtste Prequel, Remake, Rip-off of Sequel | 365 Dni |
| Slechtste Prequel, Remake, Rip-off of Sequel | Fantasy Island                                                                                             |
| Slechtste Prequel, Remake, Rip-off of Sequel | Hubie Halloween                                                                                            |
| Slechtste Prequel, Remake, Rip-off of Sequel | Wonder Woman 1984                                                                                          |
| Slechtste scenario                           | 365 Dni |
| Slechtste scenario                           | Corona Zombies, Barbie and Kendra Save the Tiger King en Barbie and Kendra Storm Area 51                   |
| Slechtste scenario                           | Dolittle                                                                                                   |
| Slechtste scenario                           | Fantasy Island                                                                                             |
| Slechtste scenario                           | Hillbilly Elegy                                                                                            |

1980 ·
1981 ·
1982 ·
1983 ·
1984 ·
1985 ·
1986 ·
1987 ·
1988 ·
1989 ·
1990 ·
1991 ·
1992 ·
1993 ·
1994 ·
1995 ·
1996 ·
1997 ·
1998 ·
1999 ·
2000 ·
2001 ·
2002 ·
2003 ·
2004 ·
2005 ·
2006 ·
2007 ·
2008 ·
2009 ·
2010 ·
2011 ·
2012 ·
2013 ·
2014 ·
2015 ·
2016 ·
2017 ·
2018 ·
2019 ·
2020 ·
2021 ·
2022 ·
2023 ·
2024